# 有一个地方只有我们知道
《有一个地方只有我们知道》（英語：Somewhere Only We Know）是一部于2015年2月10日情人节档上映的中国大陆爱情片，由徐靜蕾执导，吴亦凡、王丽坤、热依扎、张超领衔主演。

## 故事簡介
故事穿梭於捷克布拉格及中国之间，讲述了一个横跨两代人的爱情故事，两对男女不同时空的爱情，既有浪漫怀旧气息，也极具时代感。
小白领金天(王丽坤饰)正在经历人生中最失败的时刻。男朋友悔婚加上深爱的奶奶去世，金天的内心崩溃，伤心的她误打误撞来到了布拉克，想用逃避来抚平内心的创痛。男主角大提琴手彭泽阳(吴亦凡饰)在此时出现，两人展开了一段爱情故事，同时金天奶奶的爱情故事也慢慢在她面前展开。

## 演出
- 吴亦凡 出演 彭泽阳。布拉格大提琴手，与金天偶遇。有一女，妮妮。
- 王丽坤 出演 金天。白领，男朋友悔婚，奶奶去世，来布拉格平复内心。
- 徐静蕾 出演 奶奶。金天的奶奶，上世纪的爱情  。
- 丛珊 出演 彭澤陽的母親。不愿泽阳爸爸离婚，甚至吃多安眠药想自杀。
- 热依扎 出演 姗姗。
- 张超 出演 罗季。小提琴手。
- 黄立行 出演 齊新。拋棄金天的未婚夫。
- 蔡書雅 出演 彭佳妮。彭澤陽的女兒。

## 曲目
2014年11月6日，吴亦凡演唱的主题曲《有一个地方》发行。

## 制作
2014年6月24日，徐静蕾在新浪微博宣布该片在捷克首都布拉格开机。2014年9月11日，制作方在北京市举行杀青新闻发布会。

## 票房
中国大陆累计2.87亿人民币。
| 上一届： 《奔跑吧！兄弟》 | 2015年中国内地一周票房冠军 第7周（2月9日-2月15日） | 下一届： 《天将雄师》 |